# Derek Bourgeois
Derek David Bourgeois (* 16. Oktober 1941 in Kingston upon Thames; † 6. September 2017 in Poole) war ein zeitgenössischer britischer Komponist und Arrangeur.

## Leben
Bourgeois absolvierte die University of Cambridge mit einem sehr guten Abschluss. Anschließend studierte er am Royal College of Music bei Herbert Howells Komposition und bei Sir Adrian Boult Dirigieren.
Er veröffentlichte 116 Symphonien, mehr als 30 Konzerte, verschiedene andere große Orchesterwerke, zwei Opern und ein Musical. Er widmete sich im Sinne von Paul Hindemith auch dem Amateur-Musikwesen und komponierte mehr als 30 Werke für Brass Band und sechs Symphonien für Blasorchester.
Von 1970 bis 1984 war er an der Bristol University als Dozent tätig. 1984 wurde er musikalischer Direktor des National Youth Orchestra of Great Britain. Er dirigierte ferner die Sun Life Brass-Band von 1980 bis 1983. Im Jahr 1988 gründete er das National Youth Chamber Orchestra of Great Britain. 1990 berief man ihn zum künstlerischen Direktor des Bristol Philharmonic Orchestra. 1993 wurde er musikalischer Direktor der St Paul’s Girls’ School in London. Im Juli 2002 übersiedelte er nach Artà auf Mallorca und wirkte dort einige Zeit als Komponist. Seit 2009 lebte er wieder in England, in Wool, Dorset.
Bourgeois starb am 6. September 2017 im Alter von 75 Jahren an Krebs.

## Werke
Bourgeois schuf knapp 400 Kompositionen.

### Werke für Orchester
- 1960 Symphony for Chamber Orchestra
- 1961 Symphony No. 1 in G minor
- 1963 Overture "Mail Train"
- 1964 Symphonic Variations
- 1964 Promenade
- 1966 Variations on a Theme of Wolfgang Amadeus Mozart for Two Double Basses and Orchestra
- 1967 Concertino for Clarinet and Strings
- 1968 Symphony No. 2
- 1969 The Globe - Orchestral Fantasy
- 1969 Variations and Commentaries for Strings
- 1969 Overture - Green Dragon
- 1971 Concerto for Amateur Orchestra
- 1972 Concerto for Bass Tuba and Orchestra
- 1973 Symphonic Pageant
- 1975 Fanfare for Shakespeare
- 1976 Dance Variations for Small Orchestra
- 1976 Concerto for Clarinet and Orchestra
- 1976 Conflicts for Orchestra
- 1977 Concerto for Three Trombones, Strings and Percussion
- 1977 Symphony No 3 in einem Satz
- 1978 Symphony No 4 - A Wine Symphony
- 1979 Concerto for Double Bass
- 1979 Romance for Double Bass & Orchestra
- 1980 Chamber of Horrors Four Demonic Dances
- 1980 Symphony No 5 – 3 Sätze
- 1982 Overture "Red Dragon"
- 1984 Fantasy for Orchestra
- 1984 Sinfonietta for Chamber Orchestra
- 1984 Flourish for DCPS
- 1985 Concerto for Percussion and Orchestra
- 1986 Concerto for Organ and Orchestra
- 1988 Symphony No. 6 "A Cotswold Symphony"
- 1988 Concerto for Trombone and Orchestra
- 1989 Bass is Beautiful - Variations Solos: Kontrabass, Bassklarinette, Bassposaune, Tuba, Violoncello, Bass
- 1990 Concerto for Euphonium and Orchestra
- 1990 Concerto for Horn and Orchestra
- 1992 Happy and Glorious - Concert March
- 1992 Welsh Fanfare No. 1
- 1994 Concerto for String Quartet and Orchestra
- 1994 Welsh Fanfare No. 2
- 1997 Song of Farewell - For the Departure of Janet Gough, High Mistress of SPGS
- 1998 A Dorset Celebration for Orchestra
- 1999 Symphony No 7 (The first 2000 years) – für Tenor-Solo, gemischten Chor und Orchester – 4 Sätze
- 1999 Romance for Violin, Cello and Orchestra
- 2001 West of England Fanfare
- 2002 What Ho! Prelude
- 2002 Violin Concerto
- 2002 Symphony No 8 (The Mountains of Mallorca)
- 2003 Symphony No 9
- 2003 Symphony No 10
- 2003 Symphony No 11
- 2003 Symphony No 12 in C major
- 2003 Symphony No 13 - The Unlucky
- 2003 Symphony No 14 - in one movement
- 2003 Symphony No 15
- 2004 Symphony No 16 - Songs of Mallorca for Soprano and large orchestra
- 2004 Symphony No 17
- 2004 Symphony No 18
- 2004 Symphony No 19
- Concerto for Brass Quintet and Orchestra
- The Fruit of that Forbidden Tree (Soloists, Chorus and Orchestra - words by Milton)
- Variations and Commentaries for Strings

### Werke für Blasorchester
- 1965 Serenade for Concert Band opus 22c
- 1971 Humoresque for Brass Band opus 36a
- 1974 Concerto No. 1 for Brass Band opus 44
- 1975 Concerto for Brass Quintet & Brass Band opus 47
- 1976 Concerto No. 2 for Brass Band opus 49
- 1978 A 20th Century Brass Band Tutor opus 60
- 1978 Calypso for Concert Band opus 60g
- 1980 Concerto Grosso for Brass Band opus 61a
- 1980 Blitz for Brass Band opus 65
- 1980 Symphony of Winds opus 67
- 1980 Bone Idyll for Solo Trombone and Brass Band opus 69
- 1981 Fanfare for Brass Band Sun Life Fanfare opus 71
- 1981 Whirligig for Brass Band opus 72
- 1981 Euphoria for Euphonium and Brass Band opus 75
- 1981 Pastoral for Brass Band opus 76
- 1981 Romance for E flat Bass and Brass Band opus 77
- 1981 Rumpelstiltskin’s Waltz for Brass Band opus 78
- 1982 Birthday Greetings for Harry Mortimer opus 81
- 1982 Fantasia on "Tico-Tico" opus 81a
- 1982 Aspirations for Brass Band opus 82
- 1982 Shepherds' Carol for Brass Band opus 82
- 1983 Sinfonietta for Concert Band opus 85
- 1984 A Barchester Suite for Brass Band opus 91
- 1984 Two Christmas Pieces for Concert Band opus 96
  1. Sleighbells
  2. Shepherds' Carol
- 1985 Diversions for Brass Band opus 97
- 1986 Rondo Grotesco For Tuba and Wind Band opus 99
- 1986 The Downfall of Lucifer opus 103
- 1987 Diversions for Concert Band opus 87a
- 1988 Melt Down opus 107
- 1988 Fantasia for Brass Band opus 111
- 1988 Concerto for Trombone and Concert Band opus 114b
- 1989 Royal Tournament opus 115
- 1989 Bridges over the River Cam - A Cambridge Overture opus 116
- 1990 Fantasy Rondo for Euphonium Duet and Brass Band opus 124
- 1991 Romance for Saxophone and Concert Band opus 122
- 1991 Forest of Dean Variations on a Theme of Herbert Howells opus 126
- 1992 White Dragon opus 127
- 1992 Happy and Glorious Concert March opus 128a
- 1992 The Devil and the Deep Blue Sea opus 131
- 1994 Concerto for Brass Sextet and Concert Band opus 136
- 1995 Concerto for Percussion and Concert Band opus 143b
- 1995 Trumpet Gallop opus 144
- 1995 Fantasy Triptych opus 145
- 1997 Song of Farewell opus 153a
- 1997 Northern Lament opus 154
- 1998 Suite from Christmas on the Underground opus 150a
- 1998 Crazy opus 155
- 1998 Perchance to Dream for Symphonic Wind Orchestra opus 82a
- 1999 Metro Gnome opus 162
- 1999 Biffo’s March opus 163
- 1999 Green Dragon opus 32a
- 2000 Roller Coaster opus 164
- 2000 2001 - A Wind Odyssey opus 168a
- 2001 Hafabra Overture opus 174
- 2001 Molesworth’s Melody opus 175
- 2002 Felanitx Fantasy opus 183
- 2002 Symphony No 8 - The Mountains of Mallorca opus 184a
- 2002 Triple Dutch opus 186
- 2002 Apocalypse opus 187
- 2003 Concerto for Alto Saxophone and Band opus 191
- 2003 Double Concerto for Trumpet, Bass Trombone & Band opus 192
- 2003 Concerto for E flat Tenor Horn and Brass Band opus 194
- 2003 Mallorca - Symphonic Fantasy on Traditional Mallorquin Songs opus 203
- 2003 Funfair opus 206 für Fanfare-Orchester
  1. Merry-go-rounds
  2. Ghost Train and Tunnel of Love
  3. Big Dipper
- 2004 Concerto for Three Trombones and Wind Band opus 56a
- 2004 Symphony for William opus 212
- 2004 Lammas Park Variations opus 212
- 2004 A Weather Suite opus 213
- 2004 Concert Prelude for Euphonum and Band opus 215
- 2004 Fribourg - The Old City opus 217

### Andere Werke
- 1959 Prelude Words by T. S. Eliot opus 4
- 1962 Six Songs of Wandering für Bariton oder Mezzosopran und Klavier opus 13
- 1974 Rumpelstiltskin Oper in zwei Akten 6 Solisten, Chor opus 43
- 1993 A Portrait of Miranda Musical in 2 Akten nach einem Buch von Ellen Dryden, Texte von Don Taylor für 2 Sopran, Mezzosopran, Tenor, Bass, kleines Orchester opus 135
- 1996 Christmas on the Underground Eine Oper für Mädchen, 9 Solisten, Chor und Orchester opus 150
- 2003 Autumn Landscapes Eingerichtet nach 5 Gedichten von Don Taylor – Hohe Stimme und Klavier opus 185
- 2003 Pet Hen’s Odd Song für Sopran, Blockflöte und Cembalo opus 202
- Organ Chorale Prelude "Christ Lag in Todesbanden"
- Organ Prelude and Fugue in A flat
- Symphony for Organ
- Variations on a Theme by Herbert Howells for Organ
- A Cradle Song (A Carol for Christmas)
- Break, break, break (Tennyson) for SSA unaccompanied
- No Room at the Inn - A Christmas Carol for Unison High Voices
- Come Holy Ghost - for SSA and Organ
- O be joyful in the Lord all ye lands - for SSA and Organ
- Break, break, break (Tennyson) for SSA unaccompanied
- St Paul’s Introits - for SSA unaccompanied
- Autumn Landscapes (Settings of 5 poems by Don Taylor)